# Parafia Najświętszej Maryi Panny Wniebowziętej w Lutyni
Parafia Najświętszej Maryi Panny Wniebowziętej w Lutyni – parafia rzymskokatolicka należąca do dekanatu Dobrzyca diecezji kaliskiej. Została utworzona w XIV wieku. Mieści się pod numerem 23. Prowadzą ją księża diecezjalni.

## Historia
Pierwszy budynek kościoła powstał zapewne przed rokiem 1260 na prawie średzkim. Ks. Wacław z Sulgostowa podawał, że w Lutyni był kościół pw Wniebowzięcia Najświętszej Maryi Panny. W Aktach Wizytacyjnych Archidiecezji Poznańskiej istniał zapis, że w roku 1539 kościół w Lutyni był drewniany. Wymieniani też byli następujący po sobie, Proboszczowie Lutyńscy.

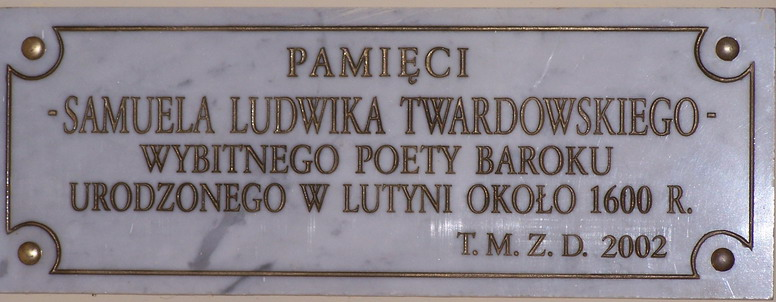
Tablica w kościele pw. Wniebowzięcia NMP

Na przełomie XIV i XV wieku więc Lutynia miała swój kościół i duszpasterzy. Beneficjum nie zawsze było obsadzone, np. z racji zniszczenia kościoła przez spalenie czy ząb czasu. W 1531 r. współwłaściciel Lutyni Jan Oborski otrzymał pozwolenie królewskie na zapis rocznego czynszu 150 marek na utworzenie kościelnego beneficjum. Dokument z roku 1594 zaznacza, że kościół w Lutyni był drewniany, obszernej i pięknej konstrukcji, ale potrzebował reperacji. Dlatego żona Mikołaja Kołuckiego de Łysieckie zaciągnęła na ten cel 200 florenów na wsi Fabianowie. Pomimo tej troski, według zapisu ks. Wacława z Sulgestowa, wizytacja kanoniczna w roku 1610 orzeka, że kościół w Lutyni po części jest znowu zrujnowany.
Na ten sam cel w 1663 Jan Oborski, dziedzic Lutyni, przeznaczył 500 zł. i w 1672 r. Andrzej Chudzyński legował także 500 zł. Pomimo takiej ofiarności i gorliwości kościół nie był reperowany i wreszcie uległ zmieszczeniu. Dopiero 1713 r. lutyckie beneficjum Ks. Maciej Wyszkowski, który przebudował budynek kościoła. W 1716 r. stanął nowy, drewniany kościół, który poświęcony został w 1722 r. Ks. Maciej Wyszkowski był Proboszczem 46 lat i w ciągu jego rządów zarówno kościół i beneficjum doprowadził do kwitnącego stanu.
Po jego śmierci parafią lutycka opiekował się ks. Stanisław Łukomski, proboszcz dobrzycki. Zasobność parafii pozwoliła, aby w 1759 r. sprowadzić wikariusza Adama Powidzkiego. Nowy proboszcz, Ks. Franciszek Długosz, objął beneficjum w 1764 r. i pracował do swojej śmierci w 1787 r. Wtedy to probostwo lutyńskie zaczęło podupadać, a kościół chyli się ku ruinie.

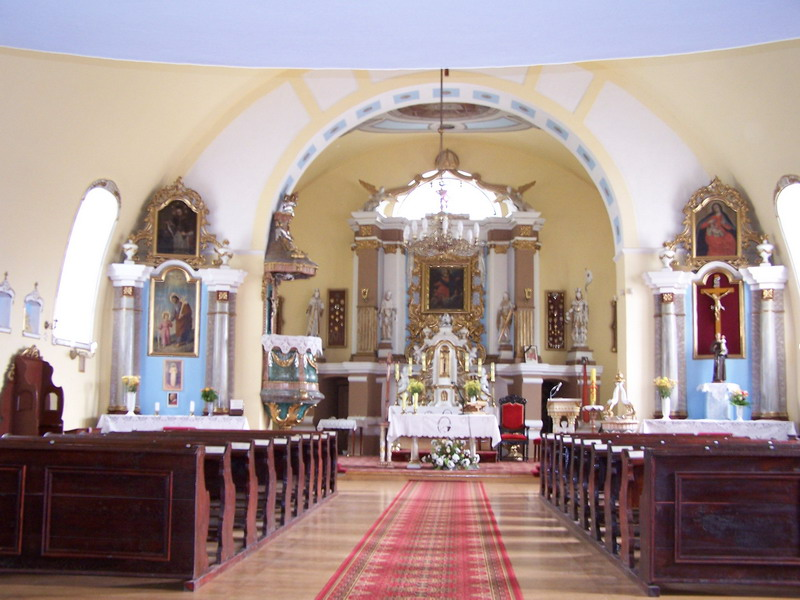
Kościół pw. Wniebowzięcia NMP

W latach 1801/1802 ówczesny dziedzic Józef Otuski wybudował w miejsce starego, drewnianego, z którego pochodzi dzwon, nowy, murowany kościół z wieżą, który stoi do dziś i jest zabytkiem. Dzwon poświęcony był przez biskupa poznańskiego Stanisława Hozyusza w 1724 r.
Od zachodu ma kwadratową wieżę z baniastym hełmem, a od wschodu półkolistą zakrystię. Wnętrze kryte jest sklepieniem kolebkowym. Klasycystyczne wyposażenie pochodzi z pocz. XIX w.
W ołtarzu głównym, umieszczono obraz malowany na płótnie techniką olejną Matki Boskiej z Dzieciątkiem z XVII w. (w sukience drewnianej z I poł. XVIII w.), zasłaniany obrazem Wniebowzięcia NMP z XIX w. jest on od dawna celem pielgrzymek (15 sierpnia) i jako uznany za cudowny został koronowany 13 sierpnia 1972 r. przez prymasa Stefana Wyszyńskiego. Ogólny koloryt Obrazu jest bardzo spokojny i wyraźny. Madonna nieznacznie zwraca głowę ku Dziecięciu wskazując prawą ręką na Jezusa. Dzieciątko prawa rączką błogosławi, lewą opiera na zamkniętej książce.
W ołtarzach bocznych dekorowanych rokokowymi zwieńczeniami, znajdują się obrazy z końca XVIII w. Na chórze, wspartym na 2 kolumnach, stoją małe organy z końca XVIII w.

## Kult maryjny
Kult Matki Bożej Lutyńskiej datowany jest na początki XVII w. Wzmianki o kulcie znajdują się w Aktach Wizytacyjnych Archidiecezji Poznańskiej, które podają, że w kościele w Lutyni znajduje się Cudowny Obraz Matki Bożej, powszechnie znany w całej okolicy i czczony jest z racji cuda, jakie się tam dokonywały.
Wizytacja Kanoniczna z 26 kwietnia 1675 roku poleca proboszczom lutyńskim posiadanie dobrze oprawionej książki, do której wpisywane będą cuda i okoliczności jakie się dokonały, wraz z podaniem osób i wiarygodnych świadków. Wspomniana książka znana jako Księga cudów parafii lutyńskiej była prowadzona sporadycznie już od 1671 r. Były w niej m.in. zapisy:
- Pleban Lutyni, Ks. Maciej Pietrzyński, znajdując się w matkę wielkich trudnościach i mając kłopotliwe zatargi z Dziedzicem Lutyni polecił swoje sprawy Matce Bożej Cudownej Lutyńskiej, co sprawiło i spowodowało natychmiastową zmianę sytuacji, czego ówczesny Pleban był gotów potwierdzić uroczystą przysięg.

- W roku 1672 Tomasz Zagrodnik polecił matkę swoją ciężko chorą Najświętszej Maryi Panience Lutyńskiej – i ta wkrótce odzyskała cudownie zdrowie. Choroba była bardzo poważna, czego dowodem - prośba syna wspomnianej chorej, by proboszcz lutyński czym prędzej zaopatrzył ją Najświętszymi Sakramentami. Matka wspomnianego Zagrodnika cudownie wyzdrowiała i mogła fakt wyzdrowienia potwierdzić uroczystą przysięgą.

Od około 1672 r. opinia cudowności Obrazu Lutyńskiego jest w okolicy powszechna.
Kolejna wizytacja z 25 stycznia 1720 r. podaje, iż w kościele lutyńskim znajduje się Obraz Najświętszej Maryi Panny posiadający dwie złote korony. Niezwykłe wydarzenie zapisane jest pod datą 20 grudnia 1751 r. Przez przyczynę Maryi dokonał się cud wskrzeszenia, na trzeci dzień po śmierci, dzieweczki z województwa kaliskiego, która z wdzięczności za przywrócone życie ułożyła pieśń do Matki Bożej:
O Niebieska Cesarzowo,
Całego świata Królowo,
Spojrzyj z Nieba wysokiego
Na człowieka mizernego.

Który zewsząd opuszczony
Nędzą wielką jest trapiony,
Nie masz kto by tak ciężkiemu
Zabiegł gniewowi Boskiemu.
Chyba Ty, Matko Miłości,
Jedyna nasza Słodkości,
W złych razach, także frasunku
Wiele dodajesz ratunku.
By był w największej chorobie,
Już wszystek zwątpił o sobie,
Kto się do Ciebie udaje,
Duch się do ciała dostaje.
Na głód, na mór się zanosi,
A któż nam Boga uprosi?
Matko, prosim serdecznie,
Ty opiece nas trzymaj wiecznie.
Roś jest Matką Miłościwą,
Oddal karę sprawiedliwą,
Różańcem Cię pozdrawiamy,
O przyczynę upraszamy.
W późniejszym czasie dodano refren:
Lutyńska chorych Lekarko,
Witaj, łask Bożych Szafarko.
Do Ciebie się uciekamy,
Ciebie o pomoc błagamy.
Pieśń ta śpiewana jest do dziś w Sanktuarium Lutyńskim.
Cuda dokonujące się za przyczyna Obrazu Matki Bożej Lutyńskiej stwierdzają sprawozdania z lat: 1685, 1726, 1741, 1810 i 1919. Obecnie w Księgach parafialnych znajduje się Księga szczególnych łask uzyskanych przed Obrazem Matki Bożej w Lutyni, w której są zapisane świadectwa otrzymanych łask, złożone pod przysięgą:
- My niżej podpisani zaświadczamy co następuje:
Córka nasza Maria Mirosława zachorowała poważnie w lipcu 1965 r. Lekarz w Dobrzycy stwierdził zapalenie płuc. Stan dziecka był beznadziejny, ponieważ było to już po raz trzeci z kolei zapalenie płuc. Zawezwaliśmy pogotowie z Pleszewa, które zawiozło dziecko do szpitala. Pan doktor Żukiewicz powiedział, że stan jest bardzo poważny, i nie rokuje wielkich nadziei na wyzdrowienie dziecka. Po kilku dniach pojechaliśmy z mężem odwiedzić naszą chorą córeczkę. Siostra zakonna wpuściła nas do sali, w której leżało chore dziecko i powiedziała, że trzeba się modlić o zdrowie i odmawiać różaniec, ponieważ stan dziecka jest naprawdę poważny i tylko siła wyższa może przywrócić zdrowie. Strapieni wróciliśmy do domu i następnego dnia udaliśmy się do Lutyni, gdzie zamówiliśmy Mszę św. z prośbą o zdrowie dziecka. Miejscowy Ks. Proboszcz odprawił Mszę św. przed odsłoniętym Obrazem Matki Boskiej Lutyńskiej. Modliliśmy się gorąco o zdrowie dla chorej córeczki. Pamiętam, że był to wtorek. Po Mszy św. udaliśmy się do Pleszewa do szpitala - oczom nie chcieliśmy wierzyć - P. dr Źukiewicz prawie zdrowe dziecko na rękę i powiedział: "Panie (...)" ta sama, czy nie ta sama?". Odpowiedziałam ze łzami w oczach, że właśnie jedziemy z Lutyni, gdzie była odprawiona Msza św. o zdrowie. Po kilku dniach zabraliśmy zdrową córeczkę do domu. Tą szczególną łaskę przypisujemy interwencji Łaskami słynącej Matki Bożej Lutyńskiej, a wdzięczność nasza, ze byliśmy godni wysłuchania naszej prośby nie zna granic. (podpisy) Koźminiec 28.04.1968

Można wymienić opisy uzdrowień: z zapalenia opon mózgowych (dwa przypadki); z choroby płuc (dwa przypadki); wstrząsu mózgu i inne.
Co roku, na odpust 15 sierpnia z dobrzyckiego kościoła wyrusza piesza pielgrzymka czcicieli Matki Bożej Lutyńskiej do Jej sanktuarium.

## Rządcy i proboszczowie
- ks. Adam[1] 1398–1405
- ks. Jakób 1405–1425
- ks. Wojciech 1425–?
- ks. Jan ?–1456
- ks. Paweł 1539
- ks. Bartłomiej Kotecki 1685
- ks. Maciej Wyszkowski 1713–1759

Wakat - parafią opiekuje się ks. Stanisław Łukomski 1759–1764 (proboszcz z Dobrzycy)
- ks. Franciszek Długosz 1764[1]–1787
- ks. Wojciech Badurski 1787–1791
- ks. Teodor Mixtacki 1791–1804

Wakat - parafią opiekują się Bernardyni z Koźmina Wlkp.
- ks. Jan Nepomucen Michniewicz 1804
- ks. Marcin Roliński 1804
- ks. Tomasz Linowski 1812–1816
- ks. dr Ignacy Szynglarski 1816–1818

Wakat - parafią opiekuje się ks. Maciej Śniegocki 1818 (proboszcz z Sośnicy)
- ks. Wincenty Wróblewski 1819
- ks. Gaspar Brzeźitiski 1820–1826
- ks. Wincenty Miedzianowski 1826
- ks. Jan Wdowicki 1827

Wakat - parafią opiekuje się ks. Szymon Jabczyński 1830 (proboszcz z Dobrzycy)
- ks. Kazimierz Zychlewicz 1831–1842

Wakat - parafią opiekuje się ks. Franciszek Kociński 1842 (proboszcz z Dobrzycy)
- ks. Antoni Baumgarten 1843 (zakonnik)
- ks. Wojciech Waszkiewicz 1846–1854
- ks. Ignacy Marcinkowski 1854–1855
- ks. Stanisław Zywik 1856–1860 (substytut)
- ks. Maciej Gembalski 1860–1862
- ks. Wojciech Waszkiewicz 1862–1876

Wakat - parafią opiekuje się ks. Dionizy Echaust 1876–1878 (proboszcz z Sośnicy)

Wakat - parafią opiekuje się ks. Feliks Chylewski 1878–1881 (proboszcz z Dobrzycy)

Wakat - parafią opiekuje się ks. Karol Bobowski 1881–1886 (proboszcz z Dobrzycy)

Wakat - parafią opiekuje się ks. Sylwester Stojanowski 1886–1888 (proboszcz z Dobrzycy)
- ks. Antoni Piasecki 1889–1895
- ks. Józef Wiesner 1896–1897

Wakat - parafią opiekuje się ks. Stanisław Rymarkiewicz 1897 (proboszcz z Kotlina)
- ks. Stanisław Krzeszkiewicz 1898
- ks. Leon Gawłowicz 1898–1900
- ks. Paweł Białas 1901
- ks. Pius Andrzejewski 1901–1904
- ks. Edmund Wesołowski 1905–1919
- ks. Wacław Szurmiński 1920–1927
- ks. Walerian Murach 1928–1959
- ks. Jan Zaremba 1940–1941
- ks. Jan Rybka 1947–1949

Wakat - parafią opiekuje się ks. Edmund Radomski 1949–1955 (proboszcz z Sośnicy)
- ks. Henryk Bamber 1955–1975
- ks. Bronisław Sobkowiak 1975–1993
- ks. Jan Henryk Witkowski 1993–2000
- ks. Kazimierz Pyrzyk 2000–2005
- ks. Andrzej Kuźmiński 2005–2016
- ks. Tomasz Płóciennik[1] 2016–2017
- ks. Mariusz Dąbrowski 2017–nadal